# Bhadra
Die Bhadra (Kanaresisch: ಭದ್ರಾ ನದಿ, Bhadrā nadi) ist der östliche Quellfluss der Tungabhadra im indischen Bundesstaat Karnataka.

## Verlauf
Die Bhadra entspringt am ca. 1500 m hohen Berg Gangamoola in der Nähe von Kudremukha in den Westghats und fließt in östlicher Richtung über den südlichen Teil des Dekkan, zusammen mit ihren Nebenflüssen Somavahini, Thadabehalla und Odirayanahalla. Sie fließt durch die Städte Horanadu, Balehonnur, Balehole und NR Pura. In der Nähe von Lakkavalli wurde ein Damm gebaut, der den Bhadra-Stausee bildet. Von hier an setzt der Fluss seinen Weg nach Norden fort und fließt durch die Industriestadt Bhadravati. Die Bhadra trifft die Tunga bei Kudli, einer kleinen Stadt in der Nähe von Shivamogga, und heißt dann im weiteren Verlauf Tungabhadra; diese mündet schließlich im Bundesstaat Telangana in den Fluss Krishna, der seinerseits in den Golf von Bengalen mündet.

## Fauna
In den bis zu 1250 m hohen Bergen südlich des Bhadra-Stausees wurde 1974 das Bhadra Wildlife Sanctuary eingerichtet, in welchem zahlreiche Wildtiere und eine Population von ca. 25 Tigern leben. In verschiedenen Flussabschnitten und im Stausee leben noch Krokodile und Fischotter. Die Ufer des Bhadra-Stausees werden von zahlreichen Vogelarten als Brutgebiet genutzt.